# Morfil
Isla Morfil (en francés: Ile à Morfil, literalmente, "Isla de Marfil") es una isla africana que se encuentra entre el río Senegal y el río Doué en el norte de Senegal.
Alrededor del siglo XI, Morfil fue el centro de Takrur, uno de los primeros estados islámicos al sur del Sahara. Como tal, fue un importante centro de comercio transahariano. Más tarde la isla pasó a formar parte del Imperio de Ghana, el Imperio de Malí, y fue finalmente conquistada por los franceses. Se llama así por los elefantes que alguna vez poblaron la isla, pero ahora se han extinguido localmente. Las principales ciudades de la isla son Podor y Salde.